# Salix lanata
Salix lanata és una espècie de planta amb flors del gènere dels salzes originari de la tundra i es troba en l'hemisferi nord com a circumboreal. És una planta dioica (amb plantes masculines i femenines en peus separats) arbustiva. Les fulles tenen pubescència (pèls fins) i per això rep el nom específic de lanata.

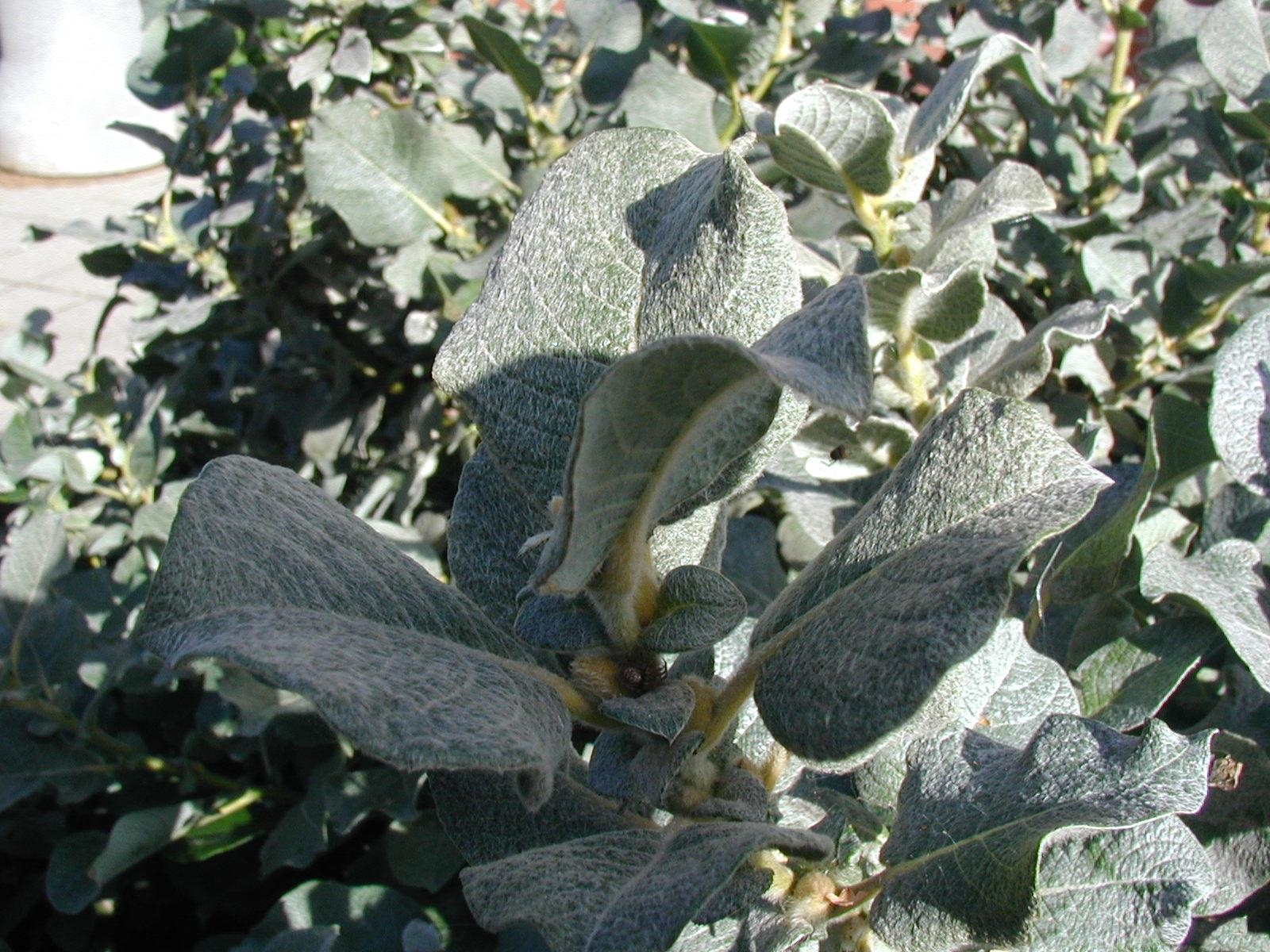
fullatge